# Seznam japonskih kemikov
Seznam japonskih kemikov.

## F
- Keniči Fukui

## I
- Kikunae Ikeda

## J
- Šinja Jamanaka (nobel. n. /fiziol.&medicino 2012)

## N
- Nagajoši Nagai
- Iiči Negiši
- Ryoji Noyori (1938 –) (nobel. n. 2001)
- Hitoshi Nozaki (1922 – 2019)

## S
- Akira Suzuki

## Š
- Hideki Shirakawa
- Osamu Šimomura

## T
- Džokiči Takamine
- Koiči Tanaka (nobel. n. 2002)